# Polipectomía endoscópica
La polipectomía endoscópica es una técnica endoscópica en la que mediante el uso de un endoscopio y un electrobisturí (fuente de diatermia) se provoca el paso de corriente eléctrica a través de un lazo metálico (asa de polipectomía, en inglés polypectomy loop), que se pasa a través del canal de trabajo del endoscopio, englobando al pólipo y provocando el corte del mismo con el paso de la corriente eléctrica, extirpándose de la pared del tubo digestivo.

## Complicaciones
A pesar de su correcta realización, no está exenta de riesgo de complicaciones (principalmente perforación de colon y/o hemorragia), lo que ocurre aproximadamente 1/100 exploraciones, precisando tratamientos complementarios e incluso necesidad de cirugía urgente, existiendo un riesgo (mínimo pero real) de posibilidad de mortalidad, en caso de aparición de las mismas.

## Alternativas
La alternativa para la polipectomía endoscópica de un pólipo que precisa ser extirpado, es la extirpación quirúrgica, ya sea por vía laparoscópica (laparoscopia) o por cirugía abdominal convencional (laparotomia).